# Palpitacije
Palpitacije je medicinski naziv za osjećaj lupanja srca, bez obzira da li pravilnog, nepravilnog, sporog ili brzog. Najčešći uzrok su ekstrasistolije, a palpitacije mogu biti posljedica benignih, ali i za život opasnih stanja.
Uzroci mogu biti primjerice preopterečenje, adrenalin, konzumacija alkohola, bolesti kao što su hipertireoza ili hipoglikemija, razne droge i lijekovi, ili biti simptom napada panike.
|  | Molimo pročitajte upozorenje o korištenju medicinskih informacija. Ne provodite liječenje bez savjetovanja s liječnikom! |